# Michel Galabru
Michel Galabru (Safim, 27 de outubro de 1922 — Paris, 4 de janeiro de 2016) foi um ator francês.

## Filmografia (selecionada)
| Ano  | Título                                     | Notas              |
| ---- | ------------------------------------------ | ------------------ |
| 1948 | La bataille du feu                         | Não creditado      |
| 1949 | Dernière heure, édition spéciale           | Não creditado      |
| 1952 | My Wife, My Cow and Me                     |                    |
| 1954 | Les Lettres de mon moulin                  |                    |
| 1956 | Trois de la Canebière                      |                    |
| 1958 | Suivez-moi jeune homme                     |                    |
| 1959 | The Indestructible                         |                    |
| 1959 | Du rififi chez les femmes                  |                    |
| 1960 | Les Mordus                                 |                    |
| 1961 | La Fayette                                 |                    |
| 1962 | War of the Buttons                         |                    |
| 1962 | We Will Go to Deauville                    |                    |
| 1964 | Le Gendarme de Saint-Tropez                |                    |
| 1965 | Angelique and the King                     |                    |
| 1965 | Gendarme in New York                       |                    |
| 1966 | Brigade antigangs                          |                    |
| 1967 | The Little Bather                          |                    |
| 1968 | Le gendarme se marie                       |                    |
| 1970 | Le gendarme en balade                      |                    |
| 1971 | Jo                                         |                    |
| 1972 | Le Viager                                  |                    |
| 1972 | Les joyeux lurons                          |                    |
| 1973 | La dernière bourrée à Paris                |                    |
| 1973 | Le Grand Bazar                             |                    |
| 1973 | The Judge and the Assassin                 |                    |
| 1973 | Group Portrait with a Lady                 |                    |
| 1974 | Les Vacanciers                             |                    |
| 1974 | Y'a un os dans la moulinette               |                    |
| 1974 | Section spéciale                           |                    |
| 1974 | No Pockets in a Shroud                     |                    |
| 1976 | Le Trouble-fesses                          |                    |
| 1976 | The Porter from Maxim's                    |                    |
| 1977 | The Cat                                    |                    |
| 1977 | Le beaujolais nouveau est arrivé           |                    |
| 1977 | L'Amour en herbe                           |                    |
| 1978 | La Cage aux folles                         |                    |
| 1979 | Le gendarme et les extra-terrestres        |                    |
| 1979 | Le Guignolo                                |                    |
| 1979 | Cop or Hood                                |                    |
| 1980 | La Cage aux Folles II                      |                    |
| 1980 | L'Avare                                    |                    |
| 1980 | Les sous-doués                             |                    |
| 1980 | I'm Photogenic                             |                    |
| 1981 | Le bahut va craquer                        |                    |
| 1982 | Le gendarme et les gendarmettes            |                    |
| 1983 | One Deadly Summer                          |                    |
| 1983 | Papy fait de la résistance                 |                    |
| 1983 | Le braconnier de Dieu                      |                    |
| 1984 | Adam et Ève                                |                    |
| 1984 | Notre histoire                             |                    |
| 1984 | La triche                                  |                    |
| 1984 | Les fausses confidences                    |                    |
| 1984 | Réveillon chez Bob                         |                    |
| 1984 | Partenaires                                |                    |
| 1984 | Le gendarme et l'empereur                  |                    |
| 1984 | Du sel sur la peau                         |                    |
| 1985 | The Telephone Always Rings Twice           |                    |
| 1985 | Tranches de vie                            |                    |
| 1985 | Subway                                     |                    |
| 1985 | Monsieur de Pourceaugnac                   |                    |
| 1985 | Le Facteur de Saint-Tropez                 |                    |
| 1985 | Ne prends pas les poulets pour des pigeons |                    |
| 1985 | La Cage aux Folles 3: The Wedding          |                    |
| 1986 | Suivez mon regard                          |                    |
| 1986 | Je hais les acteurs                        |                    |
| 1986 | The Joint Brothers                         |                    |
| 1986 | Kamikaze                                   |                    |
| 1986 | L'enfant de colère                         |                    |
| 1987 | Grand Guignol                              |                    |
| 1987 | Poule et frites                            |                    |
| 1987 | Keep Your Right Up                         |                    |
| 1988 | Envoyez les violons                        |                    |
| 1989 | La Révolution française                    |                    |
| 1989 | Sans défense                               |                    |
| 1989 | L'invité surprise                          |                    |
| 1989 | La folle journée ou Le mariage de Figaro   |                    |
| 1990 | Le silence d'ailleurs                      |                    |
| 1990 | Le dénommé (Oublie que tu es un homme)     |                    |
| 1990 | Le provincial                              |                    |
| 1990 | Feu sur le candidat                        |                    |
| 1990 | Uranus                                     |                    |
| 1991 | Le jour des rois                           |                    |
| 1992 | Room Service                               |                    |
| 1992 | Les eaux dormantes                         |                    |
| 1992 | Belle Époque                               |                    |
| 1996 | My Man                                     |                    |
| 1996 | Rainbow pour Rimbaud                       |                    |
| 1998 | Que la lumière soit                        |                    |
| 1998 | Foul Play                                  |                    |
| 1999 | Asterix & Obelix Take On Caesar            |                    |
| 1999 | Les infortunes de la beauté                | Não creditado      |
| 2000 | Les Acteurs                                |                    |
| 2003 | Raining Cats and Frogs                     | Voz                |
| 2003 | The Car Keys                               |                    |
| 2004 | Nuit noire                                 |                    |
| 2004 | San Antonio                                |                    |
| 2004 | Le Silence de la Mer                       | Filme para TV      |
| 2005 | The Magic Roundabout                       | Voz, não creditado |
| 2006 | Antonio Vivaldi, un prince à Venise        |                    |
| 2008 | Bienvenue chez les Ch'tis                  |                    |
| 2008 | La Jeune Fille et les Loups                |                    |
| 2008 | Bouquet final                              |                    |
| 2009 | Neuilly sa mère!                           |                    |
| 2009 | Le Petit Nicolas                           |                    |
| 2009 | Cinéman                                    |                    |
| 2010 | Mumu                                       |                    |
| 2010 | Love Like Poison                           |                    |
| 2012 | La Mémoire dans la chair                   |                    |
| 2013 | Les invincibles                            |                    |
| 2016 | Open at Night                              |                    |